# Ambición
La ambición (del latín ambitĭo, -ōnis) es el deseo ardiente de poseer algo que no se tiene, especialmente riquezas, fama, poder u honores. Otra definición de ambición es el deseo de obtener a través del esfuerzo y pasión algo muy grande, de tal manera que como seres humanos, podemos fijarnos unas metas muy altas, refiriéndonos con esto, al hecho de querer lograr superar nuestras condiciones actuales con unas mejores expectativas, así sobresalir en un grupo sobre las otras personas. Esta ambición controlada es lo que nos mueve y motiva día a día, el deseo por superarnos a nosotros mismos y llegar mucho más lejos para lograr nuestros objetivos que parecen inalcanzables hoy. Para la persona con este tipo de ambición todo es posible con pasión, determinación, esfuerzo y dedicación. Provee la motivación y determinación necesaria para lograr objetivos y metas en la vida. No confundir la ambición con avaricia o codicia, que es una ambición desenfrenada y sin escrúpulos. Una persona avariciosa y codiciosa hace daño a los demás y al final el daño llega a sí mismo cuando consigue lo que desea. 
A lo largo de la historia se pueden señalar numerosos ejemplos de codiciosos, como, por ejemplo, el corso Napoleón Bonaparte, que quería extender su poder desde Francia hacia el resto de Europa, o el griego Eróstrato, que tenía la ambición de volverse célebre por medio de la destrucción del Templo de Artemisa.

## Iconología
Los romanos levantaron un templo a la ambición. Es representada con alas a las espaldas, para expresar la extensión de sus designios y la prontitud con que quiere ejecutarlos o para expresar las fatigas y las humillaciones que sufre el ambicioso para llenar sus fines. Un autor moderno ha expresado el mismo pensamiento diciendo que el ambicioso o está siempre de rodillas o sosteniéndose por la punta de los pies. 
Otro iconólogo la representa por medio de una mujer hermosa con los pies desnudos vestida de un ropaje verde, con alas a las espaldas, encorbada bajo el peso de mitras, coronas, etc. marchando por la orilla de un mar borrascoso cuyas ondas parece están prontas a levantarse: la precede un león. Picart ha caracterizado este vicio con una mujer que lleva por cimera o adorno de cabeza plumas de pavo real y tiene un cetro elevado en la mano.